# Подражателна магия
Подражателната магия е вид магия, основана на имитация или съответствие.
При вуду магьосниците например парцалената или глинената кукла се асоциира със самия човек, върху когото се пренася вредата, нанесена на куклата.
С предполагаемо такова предназначение са японските фигурки dogū, близо 15 000 на брой.

## Сходство и „зараза“
Джеймс Джордж Фрейзър въвежда термина „симпатическа магия“ в „Златната клонка“ (1889); Ричард Андри обаче изпреварва Фрейзър, като пише за очарованието на съчувствието (на немски: Sympathie-Zauber) в своята „Ethnographische Parallelen und Vergleiche“ от 1878 г. Фрейзър подкатегоризира симпатическата магия в 2 разновидности: тази, която разчита на сходство, и тази, която разчита на контакт или „заразяване“:
| „ | Ако анализираме принципите на мисленето, на които се основава магията, те вероятно ще се окажат разделени на две: първо, че подобно произвежда подобно или че ефектът прилича на причината; и второ, че нещата, които някога са били в контакт помежду си, продължават да действат едно на друго на разстояние след прекъсване на физическия контакт. Първият принцип може да се нарече Закон на подобието, вторият – Закон за контакт или заразяване. От първия от тези принципи, а именно Закона на подобието, магьосникът прави извода, че може да произведе всеки ефект, който желае, само като го имитира: от втория той заключава, че каквото и да направи с материален обект, ще повлияе еднакво на човека, с когото обектът някога е бил в контакт, независимо дали е част от тялото му или не. | “ |

## България
Обичаи в България, свързани с подражателната магия:
- пеперуда – с обливането на фигура пеперуда с вода се подражава дъжд, като се вярва, че дъждът наистина ще завали
- мартеница – чрез образите Пижо и Пенда се гадае бъдещето, според срещата им с калинка, бръмбар или плоден цвят
- Коледа – коледарите са били засипвани с жито, когато са влизали в една къща и запявали песни; с жито се засипва и бъдникът, което подражателно да се докара плодородие по нивите и прогонване чрез огъня на злите духове, които се вестяват особено в Поганите дни между Коледа и Водокръщи.[4]